# جنگل و پرنده
جنگل و پرنده (مائوری: Te Reo o te Taiao که با نام رسمی خود انجمن سلطنتی حفاظت از جنگل‌ها و پرندگان نیوزیلند نیز شناخته می‌شود، یک سازمان زیست‌محیطی است که در زمینه حفاظت و نگهداری از گیاهان و جانوران بومی نیوزیلند و مناطق وحشی منحصر به فرد و اکوسیستم‌های طبیعی تخصص دارد. شرکت چنگل و پرنده شامل ۴۷ شعبه است که در مراکز شهری و روستایی سراسر نیوزیلند واقع شده‌اند. شعب به‌طور فعال در پروژه‌های حفاظت و حمایت از محیط زیست در سطح جامعه، منطقه و ملی مشارکت دارند. دفاتر و کارکنان جنگل و پرنده در اوکلند، کریستچرچ، ولینگتون، نلسون و داندین مستقر هستند. جنگل و پرنده (Forest & Bird) مجله‌ای فصلی با عنوان جنگل و پرنده (Forest & Bird) منتشر می‌کند که یکی از نشریات معتبر تاریخ طبیعی و حفاظت از محیط زیست نیوزیلند است.
انتشارات جنگل و پرنده کتاب تفسیری جامعی در مورد حقوق محیط زیست در نیوزیلند منتشر کرده است. سازمان جنگل‌ها و پرندگان همچنین به‌طور فعال در حمایت و لابی‌گری برای قوانین و رویه‌های مدیریت منابع برای حفاظت مداوم‌تر از اکوسیستم‌ها فعالیت می‌کند.

## تاریخچه
انجمن حفاظت از پرندگان بومی در سال ۱۹۲۳ با نام انجمن حفاظت از پرندگان بومی تأسیس شد. این انجمن که بعدها به انجمن سلطنتی حفاظت از جنگل‌ها و پرندگان نیوزیلند تغییر نام داد، پیوسته از مسائل مربوط به حفاظت از محیط زیست، به ویژه برای زمین‌های جنگلی، حمایت کرده است.
وال سندرسون به عنوان بنیانگذار شناخته می‌شود. در سال ۱۹۲۱، پس از بازگشت از جنگ جهانی اول، کاپیتان وقت، وال سندرسون، از اینکه منطقه حفاظت‌شده حیات وحش جزیره کاپیتی حصارکشی نشده و به‌طور گسترده توسط گاو، گوسفند و بز آسیب دیده بود، خشمگین شد. سندرسون برای مدیریت بهتر جزیره کاپیتی مبارزه کرد و موفق شد آن را به عنوان یک منطقه حفاظت‌شده حیات وحش دوباره احیا کند. پس از این موفقیت، سندرسون در مارس ۱۹۲۳ یک جلسه عمومی برگزار کرد که در آن انجمن حفاظت از پرندگان بومی تأسیس شد و سر توماس مکنزی به عنوان اولین رئیس این انجمن انتخاب شد. اتحادیه جنگلداری نیوزیلند، یک گروه حفاظت از جنگل‌ها، از قبل وجود داشت اما به تدریج از بین رفت. در سال ۱۹۳۵، مکنزی و سندرسون نام انجمن را به انجمن حفاظت از جنگل‌ها و پرندگان نیوزیلند تغییر دادند. سندرسون دامنه علایق انجمن را به حوزه‌هایی مانند فرسایش خاک و استفاده از درختان بومی برای تثبیت خاک گسترش داد. او در سال ۱۹۳۳ به ریاست جمهوری رسید، سمتی که تا زمان مرگش در سال ۱۹۴۵ در سن ۷۹ سالگی در اختیار داشت.
تا دهه ۱۹۷۰، انجمن سلطنتی حفاظت از جنگل‌ها و پرندگان تنها گروه زیست‌محیطی نیوزیلند باقی ماند. با این حال، در اکتبر ۱۹۷۱، دولت نیوزیلند پیشنهاد داد که مناطق وسیعی از جنگل‌های راش بومی جزیره جنوبی را از بین ببرند و نیمی از منطقه پاکسازی شده به درخت کاج عجیب و غریب Pinus radiata تبدیل شود. در کنار کمپین نجات ماناپوری، برداشت جنگل‌های بومی باعث افزایش آگاهی عمومی در مورد حفاظت از محیط زیست و تشکیل گروه‌های زیست‌محیطی جدید مانند کمیته اقدام جنگل راش شد. در واکنش به برداشت چوب از جنگل‌های بومی، در ۴ ژوئیه ۱۹۷۵، کمیته اقدام جنگل، پرندگان و جنگل‌های راش، اعلامیه مارویا را به عنوان یک دادخواست عمومی آغاز کرد و خواستار پایان دادن به قطع درختان جنگل‌های بومی و به رسمیت شناختن قانونی جنگل‌های بومی شد. اعلامیه مارویا در سال ۱۹۷۷ به دولت نیوزیلند ارائه شد.
از سال ۲۰۰۵، این انجمن هر ساله یک نظرسنجی با عنوان «پرنده سال» برگزار می‌کند که با رأی مردم انتخاب می‌شود. برندگان تا به امروز عبارتند از کاکاپو، توئی و خفاش دم دراز نیوزیلند.
در سال ۲۰۲۱، تمام درآمد حاصل از بازی لرد (خواننده) ته آئو ماراما (آلبوم چندآهنگه) اختصاص یافت.
در آوریل ۲۰۲۲، نیکولا توکی به عنوان مدیر اجرایی جنگل و پرنده جانشین کوین هیگ شد.

## انتشارات
- هریس، راب (ویراستار) (۲۰۰۴). کتابچه راهنمای حقوق محیط زیست (ویرایش اول). ولینگتون: انجمن سلطنتی حفاظت از جنگل‌ها و پرندگان نیوزیلند،شابک ‎۰-۹۵۹۷۸۵۱-۸-۳ این اثر به عنوان «راهنمای جامعی برای قانون محیط زیست نیوزیلند» توصیف شده است.[۱۰]